# Kinotavr 2021
Le Kinotavr 2021, 32e édition du festival, se déroule du 18 au 25 septembre 2021.

## Jury
- Tchoulpan Khamatova (présidente du jury), actrice
- Piotr Anourov, producteur
- Piotr Bouslov, réalisateur
- Oleg Malovichko, scénariste
- Lilia Nemchenko, critique
- Youri Nikogocov, directeur de la photographie
- Piotr Fiodorov, acteur

## Sélection

### En compétition officielle
- Vladivostok (Владивосток) de Anton Bormatov
- Gerda (Герда) de Natalia Koudriachova
- Le capitaine Volkonogov s'est échappé (Капитан Волконогов бежал) de Natalia Merkoulova et Alexeï Tchoupov
- Médée (Медея) de Alexander Zeldovitch
- More volnouietsia raz (en anglais : Freeze Dance) (Море волнуется раз) de Nikolaï Khomeriki
- A courte distance (на близком расстояни) de Grigori Dobryguine
- Match nul (Ничья) de Lena Lanskikhv
- Arrache et jette (Оторви и выбрось) de Kirill Sokolov
- Portrait d'une inconnue ( Портрет незнакомца) de Sergueï Osipian

### En compétition premiers films
- Le Jour des morts (День мёртвых) de Viktor Ryjakov
- Danube (Дунай) de Lioubov Moulmenko
- Bird's Milk (Молоко птицы) de Evgueni Marian
- Noutcha (Нуучча) de Vladimir Mounkouev
- Communauté (Общага) de Roman Vasianov
- Podelniki (Подельники) de Evgueni Grigoriev

### Film d'ouverture
- There Will Be No Others (Нас других не будети) de Piotr Chepotinnik (ru)

### Film de clôture
- Les Poings desserrés (Разжимая кулаки) de Kira Kovalenko

## Palmarès
- Grand Prix : More volnouietsia raz (en anglais :Freeze Dance) (Море волнуется раз) de Nikolaï Khomeriki
- Prix de la mise en scène : Vladimir Mounkouev pour Noutcha
- Prix de la meilleure actrice : Olga Bodrova pour son rôle dans More volnouietsia raz (en anglais: Freeze Dance)
- Prix du meilleur acteur : Pavel Derevianko pour son rôle dans Podelniki
- Prix de la meilleure photographie : Nikolaï Jeloudovitch pour Bird's Milk
- Prix du meilleur scénario :
- Prix de la meilleure musique : Alexeï Rétinski pour Médée
- Prix spécial du jury :
- Prix du meilleur premier film :
- Prix de la critique :
- Mention de la critique :